# Sergej Naumov
Sergej Michajlovič Naumov (in russo Сергей Михайлович Наумов?; Mosca, 9 aprile 1962) è un ex pallanuotista sovietico, vincitore di due medaglie di bronzo ai giochi olimpici di Barcellona 1992 e Seul 1988, oltre che di due ori agli Europei di Roma 1983 e di Strasburgo 1987. Nel 1992 ha militato nella Roma e nel 1994 nella Paguros Catania. Dal 2022 è membro della LEN.